# Мукомольный проезд
Мукомо́льный прое́зд — улица в Москве в Пресненском районе между Шелепихинским шоссе и Шмитовским проездом.

## Происхождение названия
Назван в 1965 году по расположению близ мельничного комбината.

## Описание
Мукомольный проезд начинается от Шелепихинского шоссе, проходит на северо-запад и через несколько десятков метров на запад, затем поворачивает направо под прямым углом и идёт параллельно Шелепихинской набережной, выходит на Шмитовский проезд у эстакады Шелепихинского моста. На углу со Шмитовским проездом был расположен Мельничный комбинат № 4 (Шмитовский проезд, 39). Соединён с Шелепихинской набережной местным проездом.

## Здания и сооружения
По нечётной стороне:
- Дом 1, корпус 2 — издательство «Протестант»; «Христианская книга»;
- Дом 3 — школа № 2048;
- Дом 4а, строение 2 — Бизнес-центр (компании NISSA, Prizmix, Giftec);
- Дом 9, корпус 2 — библиотека № 48 ЦАО;

По чётной стороне:
- Дом 2, строение 1 — Гарантпроммаш; Нечерноземпроекттехцентр.